# Lusiny
Lusiny (deutsch Losgehnen) ist ein Dorf in Polen, das zur Gmina  Bartoszyce (Landgemeinde Bartenstein) im Powiat Bartoszycki (Kreis Bartenstein (Ostpr.)) der Woiwodschaft Ermland-Masuren gehört.

## Geographische Lage
Lusiny liegt 29 Kilometer südlich der ehemaligen und heute auf russischem Hoheitsgebiet gelegenen Kreisstadt Friedland (russisch Prawdinsk) bzw. sieben Kilometer südöstlich der heutigen Kreismetropole Bartoszyce (Bartenstein). Durch die Ortschaft fließt die Pisa (deutsch Pissa, hier auch Dost genannt), ein Nebenfluss der Łyna (deutsch Alle).

## Geschichte

### Ort
Im Jahre 1391 wurde der Gutsort Losien erstmals erwähnt. In der Folgezeit auch Lusein, Lusien und Lusiggen genannt, hieß das Dorf nach 1570 Lussiggen, vor 1774 Loschenen und nach 1774 noch Lohsgehnen.
Sowohl als Gutsbezirk als auch als Landgemeinde kam Losgehnen 1874 zum neu errichteten Amtsbezirk Rothgörken (polnisch Czerwona Górka) im ostpreußischen Kreis Friedland (1927 bis 1945 „Kreis Bartenstein“). Die Zahl der Einwohner Losgehnens belief sich im Jahre 1910 auf 97, von denen 12 zur Landgemeinde und 85 zum Gutsbezirk gehörten.
Am 30. September 1928 kam es zum Zusammenschluss der beiden Landgemeinden Losgehnen und Passarien mit den Gutsbezirken Losgehnen und Passarien zur neuen Landgemeinde Losgehnen und nach Auflösung des Amtsbezirks Rothgörken zur Umgliederung in den Amtsbezirk Maxkeim (polnisch Maszewy). Die neu formierte Landgemeinde Losgehnen zählte im Jahre 1933 168 und im Jahre 1939 180 Einwohner.
Als 1945 in Kriegsfolge das gesamte südliche Ostpreußen an Polen fiel, bekam Losgehnen die polnische Namensform „Lusiny“. Heute ist die Siedlung (polnisch = „Osada“) eine Ortschaft im Verbund der Landgemeinde Bartoszyce (Bartenstein) im Powiat Bartoszycki (Kreis Bartenstein (Ostpr.)), von 1975 bis 1998 der Woiwodschaft Olsztyn, seither der Woiwodschaft Ermland-Masuren zugehörig. Im Jahre 2021 zählte Lusiny 46 Einwohner.

### Gut

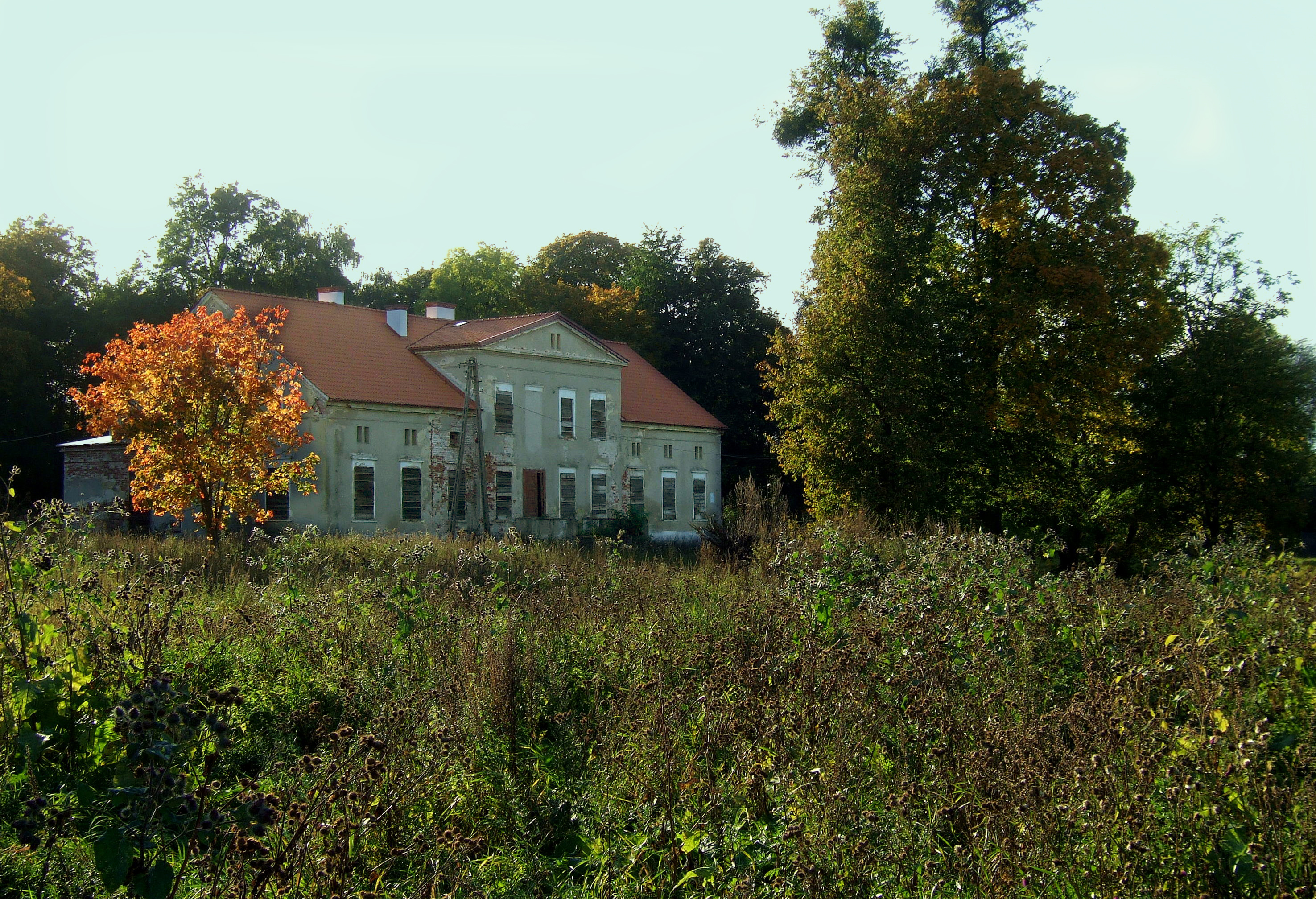
Gutshaus Losgehnen in Lusiny

Das Landgut Losgehnen gehörte von 1637 bis 1769 der Familie von Knobloch, 1774 der Gräfin Nieroth,  und von 1821 bis 1945 der Familie Tischler. Im Jahr 1889 umfasste das Landgut 398 Hektar, später wurde die Anbaufläche auf 500 Hektar vergrößert. Anfang 1945 waren es 460 Hektar, davon etwa 65 Hektar Wald und 27 Hektar See.
Beim Einmarsch der Roten Armee im Februar 1945 wurden sämtliche männlichen Bewohner  erschossen. Seit 1945 befindet sich das Gut auf polnischem Gebiet. Bis zur Wende 1989 befand sich dort ein staatliches Landgut.

## Religion
Christentum
Bis 1945 war Losgehnen in die evangelische Stadtkirche Bartenstein in der Kirchenprovinz Ostpreußen der Kirche der Altpreußischen Union, außerdem in die römisch-katholische St.-Bruno-Kirche in Bartenstein im damaligen Bistum Ermland eingepfarrt.
Heute gehört Lusiny kirchlich weiterhin zur Kreisstadt Bartoszyce: zur dortigen katholischen Pfarrei, die jetzt dem Erzbistum Ermland zugehört, und zur evangelischen Kirchengemeinde, die jetzt eine Filialgemeinde der Johanneskirche in Kętrzyn (Rastenburg) in der Diözese Masuren der Evangelisch-Augsburgischen Kirche in Polen ist.

## Verkehr
Lusiny liegt westlich der polnischen Woiwodschaftsstraße 592 (einstige deutsche Reichsstraße 135) und ist sowohl von Sędławki (Sandlack) aus als auch von Maszewy (Maxkeim) aus über Nebenstraßen zu erreichen. Eine Anbindung an den Bahnverkehr besteht nicht.

## Persönlichkeiten
- Friedrich Tischler (* 2. Juni 1881 auf Losgehnen; † 29. Januar 1945 in Losgehnen), Ornithologe, Verfasser zweier fundamentaler Werke über die Vogelwelt Ostpreußens
- Georg Tischler (* 22. Juni 1878 auf Losgehnen), Botaniker und Karyologe († 1955)